# Photinia arguta
Photinia arguta là loài thực vật có hoa trong họ Hoa hồng. Loài này được Lindl. miêu tả khoa học đầu tiên năm 1837.